# Mirceștii Vechi
Mirceștii Vechi – wieś w Rumunii, w okręgu Vrancea, w gminie Vânători. W 2011 roku liczyła 243
mieszkańców.